# 吕加尔德
吕加尔德（法語：Lugarde，法語發音：[lyɡaʁd]）是法国康塔尔省的一个市镇，位于该省中北部，属于圣弗卢尔区。

## 地理
吕加尔德（45°17'17"N, 2°45'38"E）面积13.43 平方千米，位于法国奥弗涅-罗讷-阿尔卑斯大区康塔爾省，该省份为法国中南部省份，位于法國中央高原中心，北起科雷兹省、上盧瓦爾省和多姆山省，西接洛特省和科雷兹省，南至阿韦龙省和洛特省，东临上盧瓦爾省和洛泽尔省。
与吕加尔德接壤的市镇（或旧市镇、城区）包括：孔达、马尔瑟纳、马尔沙斯泰勒、圣阿芒丹、圣博内德孔达、圣萨蒂南。

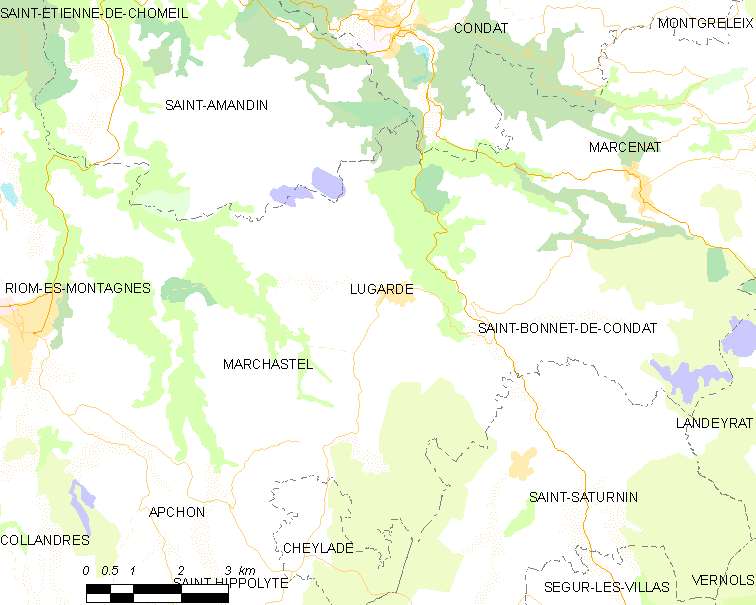
吕加尔德的OSM定位图

吕加尔德的时区为UTC+01:00、UTC+02:00（夏令时）。

## 行政
吕加尔德的邮政编码为15190，INSEE市镇编码为15110。

## 政治
吕加尔德所属的省级选区为里永埃斯蒙塔涅县。

## 人口

1962-2008年间吕加尔德人口变化图示

吕加尔德于2022年1月1日时的人口数量为119人。